# Xishan (socken i Kina, Yunnan)
Xishan är en socken i Kina. Den ligger i provinsen Yunnan, i den sydvästra delen av landet, omkring 110 kilometer nordost om provinshuvudstaden Kunming.
Genomsnittlig årsnederbörd är 1 039 millimeter. Den regnigaste månaden är juni, med i genomsnitt 251 mm nederbörd, och den torraste är januari, med 11 mm nederbörd.